# Топпе, Хьерси
Хьерси Топпе (норв. Kjersti Toppe; род. 20 октября 1967, Берген, Берген) — норвежский политический и государственный деятель. Член Партии Центра. министр по делам детей и семьи Норвегии (2021—2025). Депутат стортинга (парламента Норвегии) с 2009 года.

## Биография
Родилась 20 октября 1967 года в Бергене. Дочь садовника и фермера Эрика Топпе (Erik Toppe; 1926—2014) и учительницы Сванхильд Несе (Svanhild Nese; род. 1927).
В 1986 году окончила школу в Бергене. В 1992 году получила степень по медицине (cand.med.) в Бергенском университете.
Работала врачом в коммуне Бремангер в 1996—1997 годах, в Бергене в 1999—2002 годах.
В 2003—2007 и 2007—2009 годах — депутат городского совета Бергена. В 2007—2009 годах — депутат совета фюльке Хордаланн.
В 2003—2007 годах — член правления клинингового компании Bergen interkommunale renholdsverk (BIR) в Бергене.
В 2003—2009 годах — руководитель отделения Партии Центра в Бергене.
По результатам парламентских выборов 2009 года избрана депутатом стортинга в округе Хордаланн. Переизбиралась в 2013, 2017 и 2021 годах. Являлась первым заместителем председателя комитета по здравоохранению, с 2017 года — заместителем лидера парламентской группы Партии Центра.
14 октября 2021 года получила портфель министра по делам детей и семьи Норвегии в правительстве Стёре. После выхода Партии Центра из коалиции при перестановках в правительстве 4 февраля 2025 года ушла в отставку.